# Ferrari 275

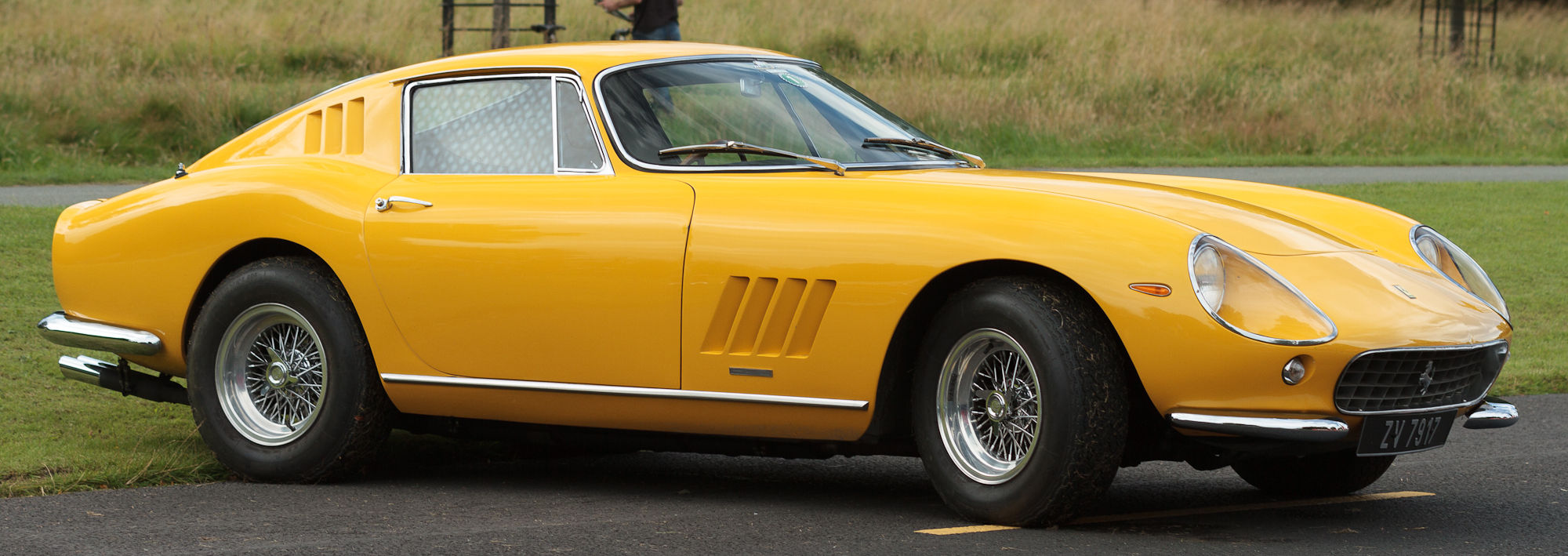
Ferrari 275 GTB.

Les Ferrari 275 sont une série de voitures de Grand Tourisme et de course du constructeur italien Ferrari. Produites de 1964 à 1968, les Ferrari 275 remplacent les mythiques Ferrari 250, dont elles reprennent le moteur V12 dit "Colombo". Près de 970 exemplaires furent produits jusqu'au remplacement par la Ferrari 365.

## Versions

### 275 GTB

#### Conception
La Ferrari 275 GTB est lancée en 1964 en remplacement de la Ferrari 250 GT Lusso, évolution plus spacieuse et luxueuse de la Ferrari 250 Berlinetta SWB apparue en 1959. Elle inaugura, lors de sa présentation lors du salon automobile de Paris 1964, deux avancées techniques majeures dans l'histoire de la marque.
En effet, la 275 GTB fut la première Ferrari de route à être équipée d'un transaxle, composant mécanique assurant les fonctions d'une boîte de vitesses et d'un différentiel. Une suspension arrière indépendante était également installée sur la voiture. L'ingénieur Mauro Forghieri explique que Ferrari s'inspira de l'architecture d'une Pontiac pour concevoir son système transaxle. La 275 GTB2 souffrait d'une vibration moteur à 6000 tr/min ; le problème fut résolu sur les 200 dernières voitures produites.
La carrosserie fut dessinée par Pininfarina, en reprenant certaines des caractéristiques de la Ferrari 250 GTO, telles que la silhouette définie autour d'un long capot abritant le moteur et d'un habitacle reculé, les ouïes d'aération latérales ou encore l'arrière fortement incliné. La production fut confiée à la Carrozzeria Scaglietti, qui utilisa de l'aluminium et non de l'acier pour les portes, le capot et le couvercle de coffre. Certains exemplaires furent construits entièrement en aluminium.

#### Châssis et moteur
Le châssis référence 563 sert de base à la 275 GTB, et reprend les caractéristiques des modèles précédents. Cependant, la section arrière est rétrécie afin d'accueillir les évolutions de la suspension et de la transmission.
Le moteur (référence 213) est une évolution du V12 "Colombo" à simple arbre à cames en tête par rangée, dont la cylindrée est portée à 3 286 cm3 et développant 280 chevaux. Il est couplé à une boite à cinq vitesses montée indépendamment du châssis et envoyant le couple aux roues arrière indépendantes.

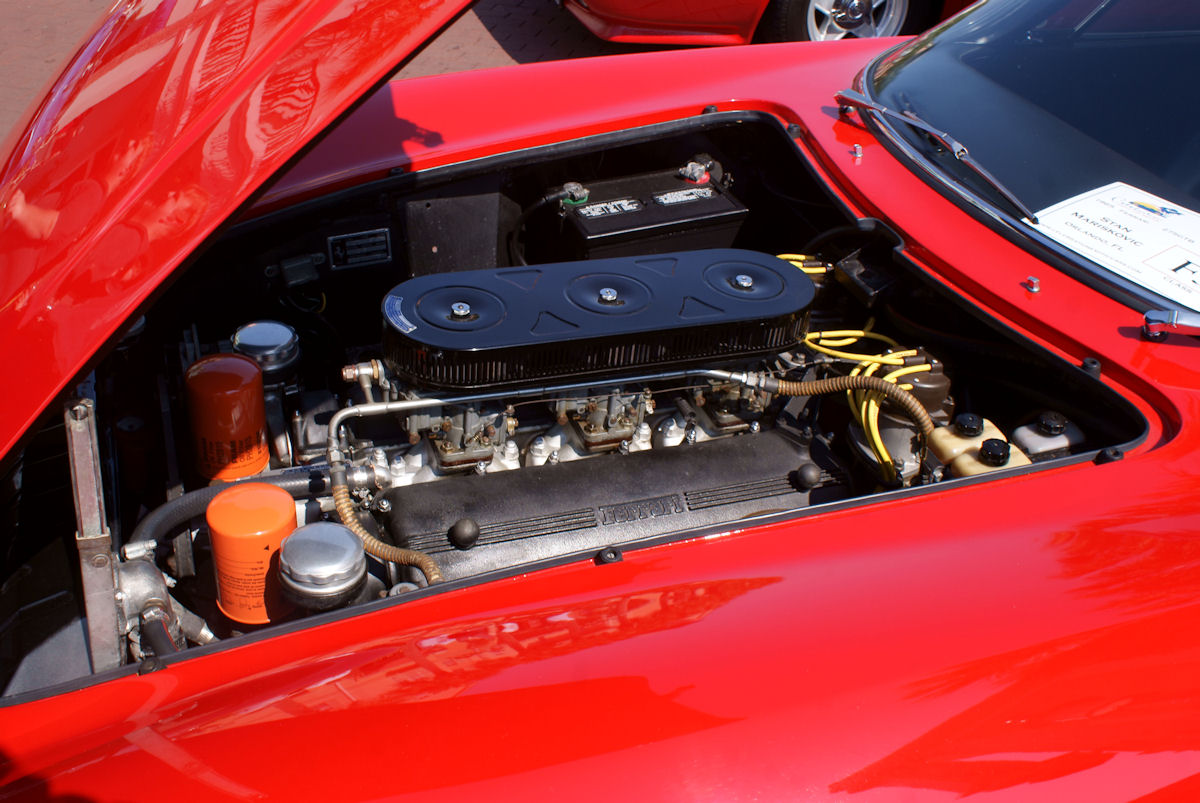
V12 "Colombo" d'une Ferrari 275 GTB.

### 275 GTS
Une version spider est présentée en même temps que le coupé, sous le nom de Ferrari 275 GTS. Sous une carrosserie moins tendue et plus élégante que celle de la GTB, le V12 voit sa puissance légèrement diminuée — à 274 chevaux — au profit d'un couple plus élevé, plus adapté à la vocation d'un spider.

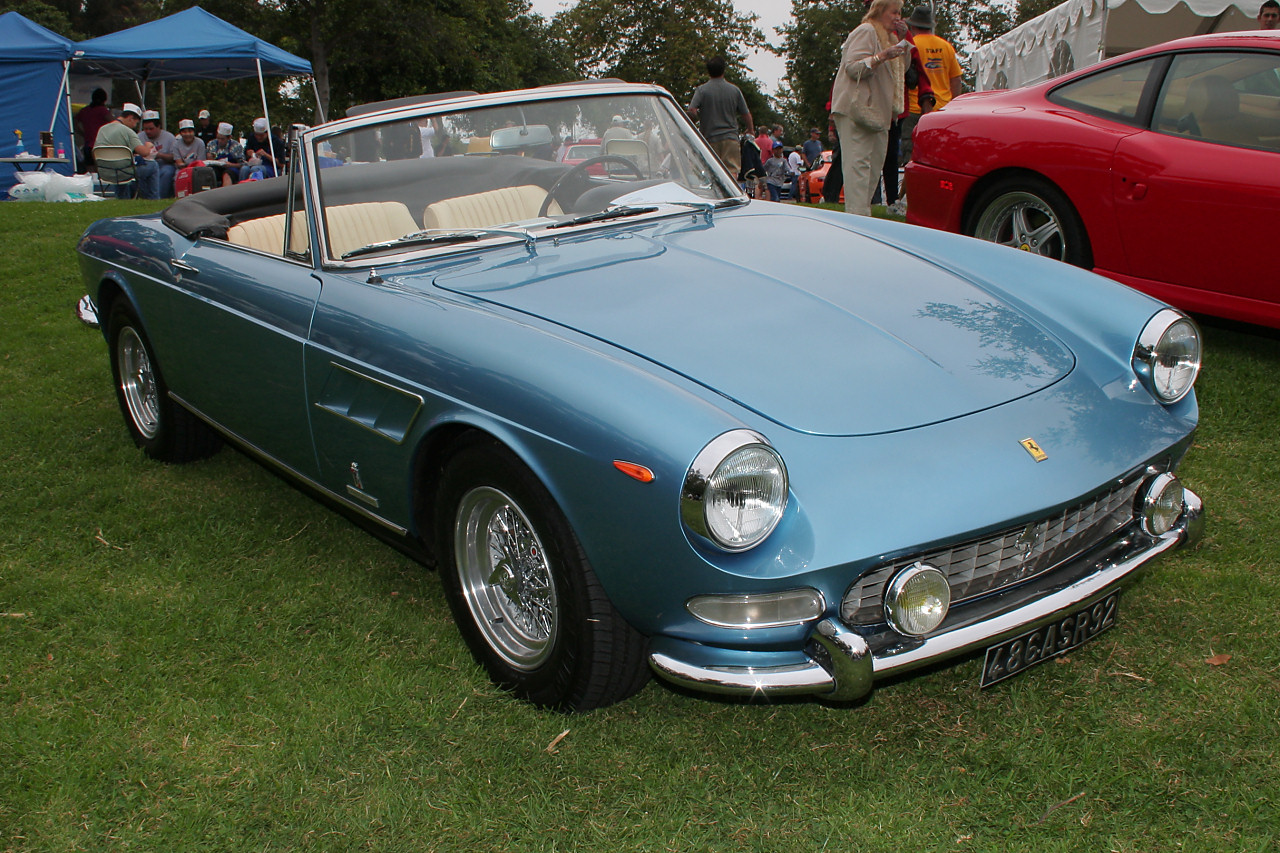
Ferrari 275 GTS de 1965.

### 275 GTC Competizione
En 1965, deux prototypes de coupé furent fabriqués par Pininfarina, initialement pour servir de base à une future berlinetta. Mais Enzo Ferrari coupa court au projet, et les deux voitures furent mises à l'écart. Elles furent ensuite retravaillées et préparées en vue de participer à des épreuves d'endurance. Quelques exemplaires supplémentaires furent construits en 1966 pour de riches clients.

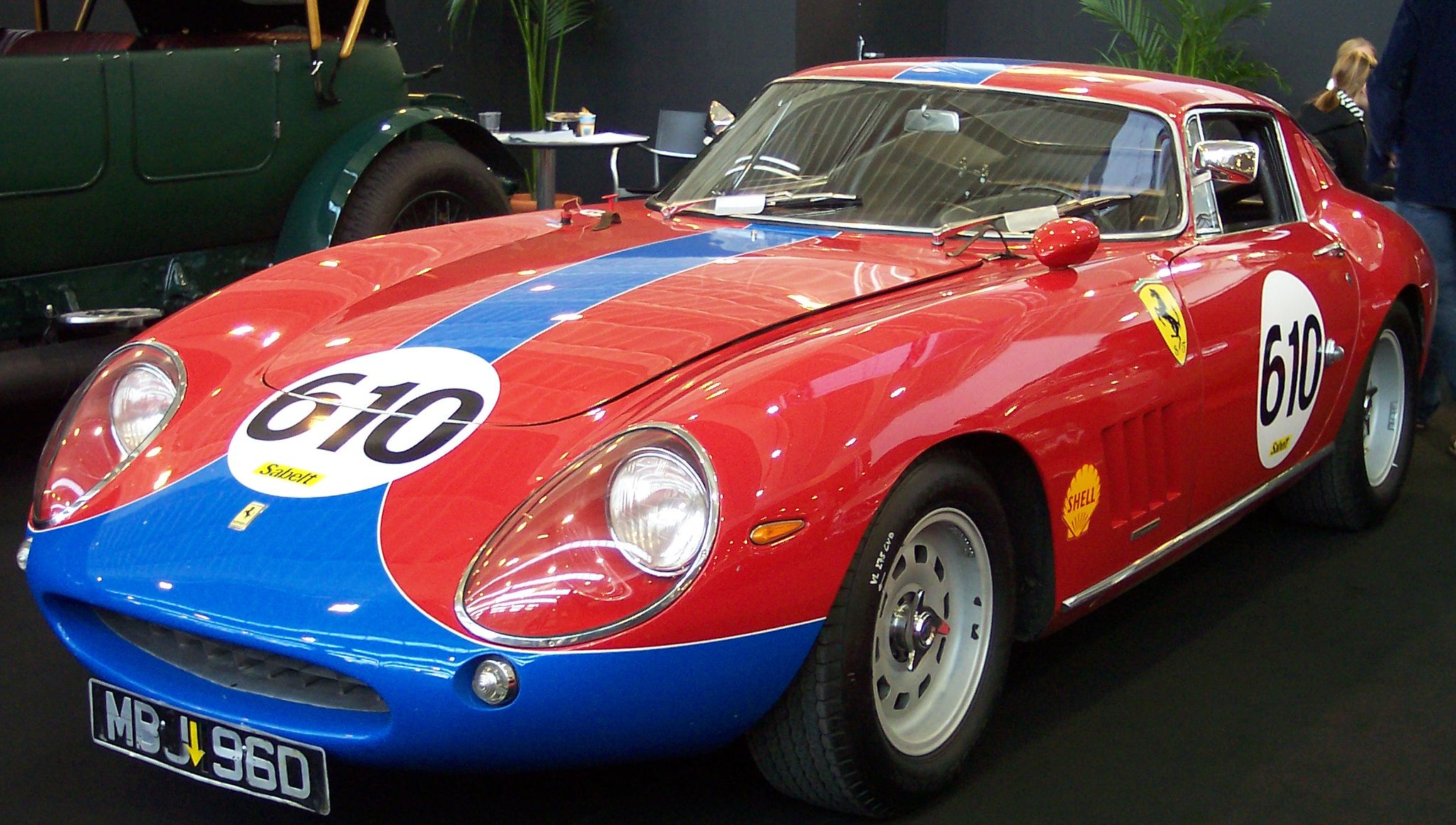
Une Ferrari 275 GTC, version de course de la GTB.

### 275 GTB4
Dérivée du prototype de course P2, la Ferrari 275 GTB4 remplace à partir de 1966 la 275 GTB. Elle innove en recourant à une nouvelle version du bloc V12, avec deux arbres à cames en tête par rangée et développant 300 chevaux à 8 000 tr/min. 330 exemplaires furent construits. L'ingénieur Mauro Forghieri considère que la 275GTB4 est la plus belle voiture jamais produite par Ferrari.

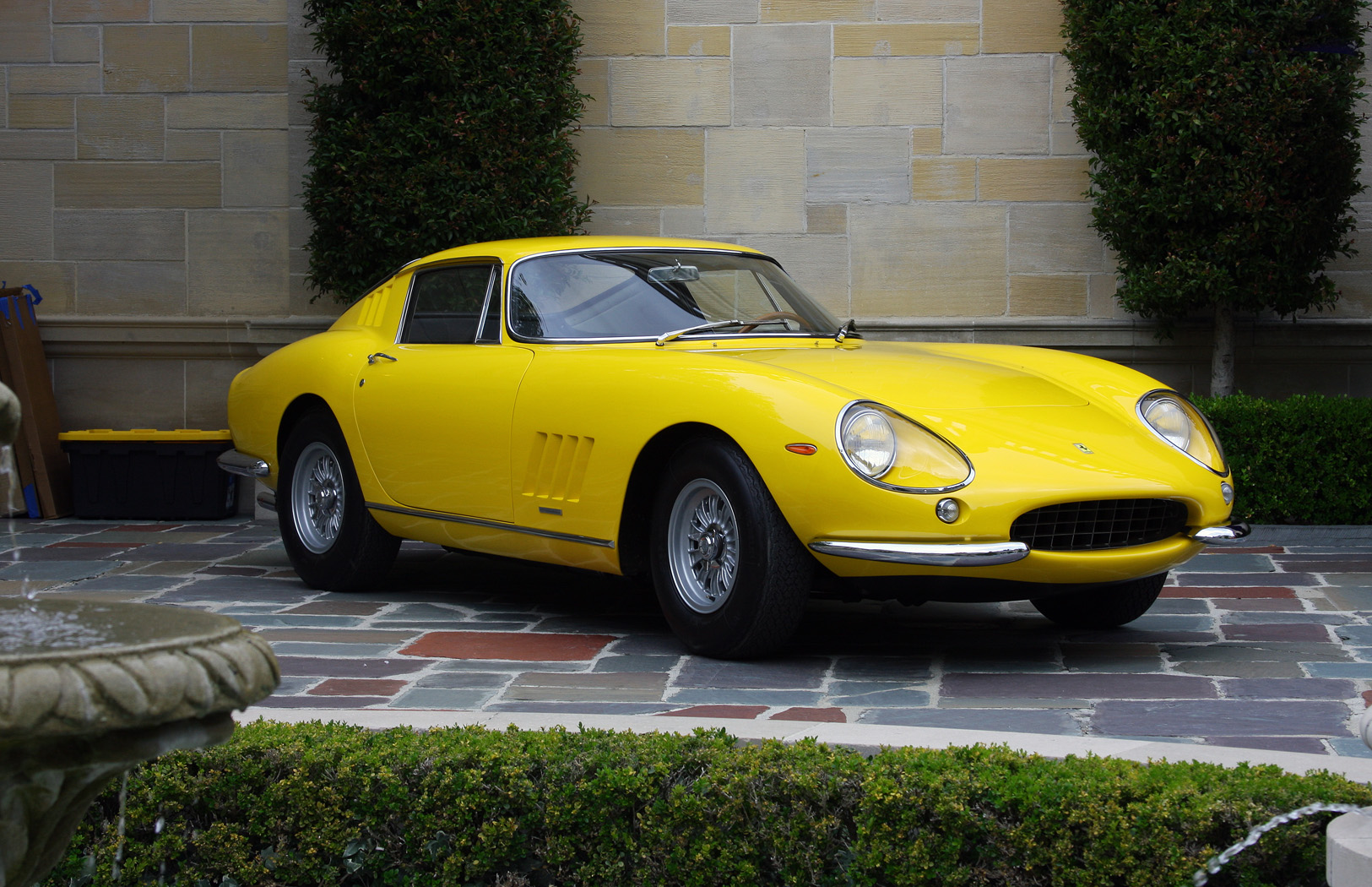
Ferrari 275 GTB4 de 1966

### 275 GTB4 NART
Luigi Chinetti, importateur de Ferrari aux États-Unis et propriétaire de l'écurie de course automobile North American Racing Team (NART), passa commande d'une version décapotable de la GTB4 en 1967. Dénommée Ferrari 275 GTB4 NART Spyder, la voiture fut produite à 10 exemplaires sur les 25 prévus initialement.

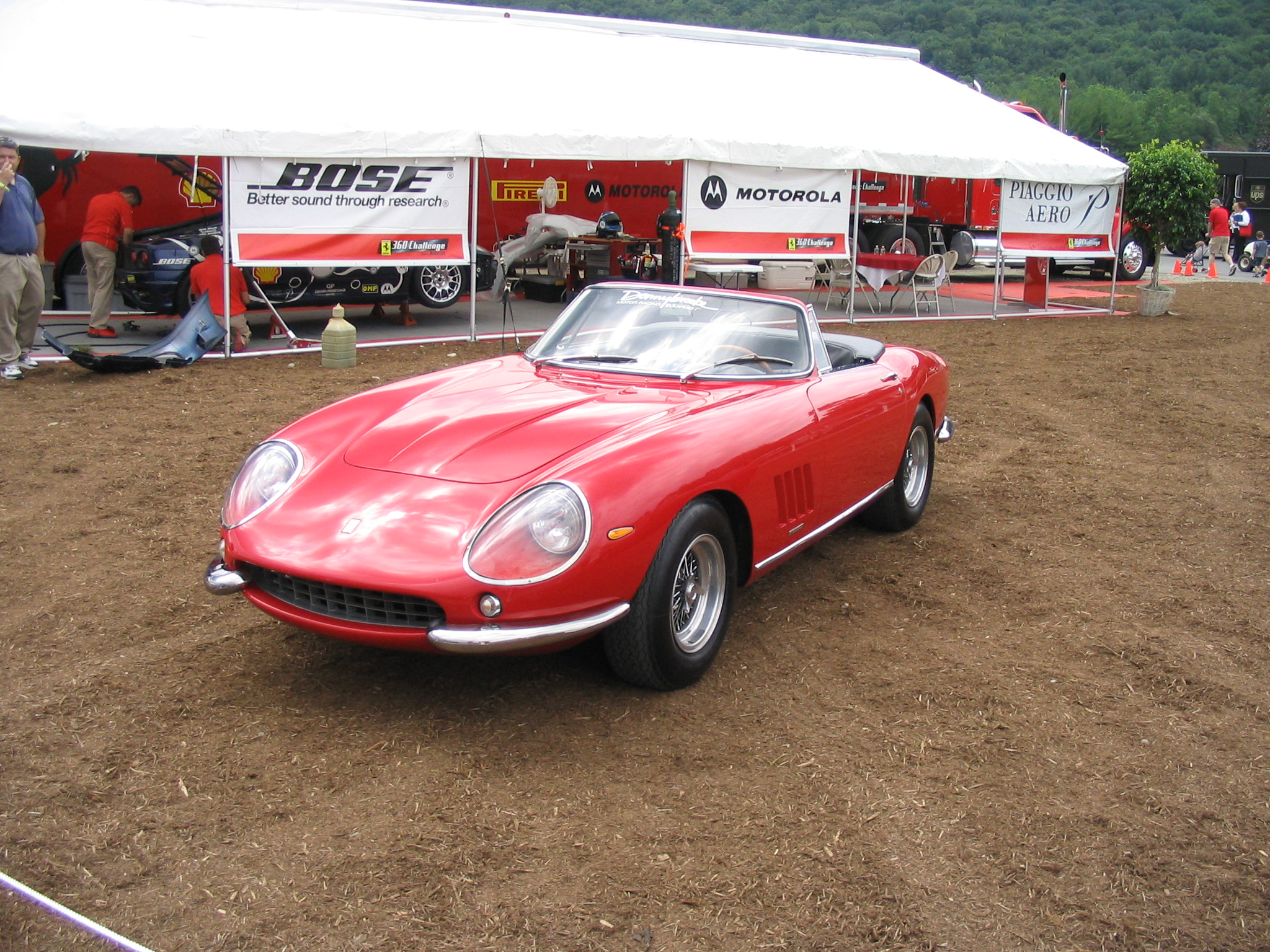
Ferrari 275 GTB4 NART Spyder de 1967